# Mai đình mộng ký
Mai đình mộng ký (梅亭夢記, Ghi chép giấc mộng ở đình Mai) là một truyện thơ Việt Nam do Nguyễn Huy Hổ sáng tác ở khoảng nửa đầu thế kỷ 19.

## Giới thiệu
Mai đình mộng ký là truyện thơ chữ Nôm gồm 298 câu thể lục bát có xen 2 bài thơ ngũ ngôn luật Đường.
Tác phẩm được GS. Hoàng Xuân Hãn giới thiệu và công bố lần đầu tiên trên báo Thanh Nghị năm 1943. Trong Lời thiệu giới thiệu ấy có đoạn: 
Thiên mộng ký này là một áng văn chương tuyệt diệu, không lời nào non, vần nào ép. Ai cũng biết Truyện Kiều, nhiều người biết Hoa tiên. Đến như Mai đình mộng ký thì không mấy ai được đọc trừ một số ít người ở La Sơn và Can Lộc. Một áng văn hay như vậy mà bị mai một trong gần trăm rưởi năm, kể cũng hơi lạ! Chúng ta há không nên sửa lại sự bất công ấy hay sao? 

## Lược truyện
Mai đình mộng ký thuật lại một giấc mơ của tác giả. Nhân ngày xuân năm Kỷ Tỵ (1809), tác giả đi thăm người anh lúc ấy đang dạy học ở Nam Đàn (Nghệ An). Trên đường đi, ông ghé Phù Thạch (Nghệ An) xem hội Hoa đăng. Gặp buổi trời mưa, ông thuê đò ngược dòng sông Lam. Say ngủ trên thuyền, ông mơ thấy đến một nơi có lâu đài nguy nga cùng vườn cây xinh đẹp. Lại có một cái đình tên là Thưởng Mai đình. Một cô gái đẹp vừa đề thơ dán lên vách xong, nhưng thấy ông đến vội trở vào nhà. Ông họa lại bài thơ ấy rồi bỏ cả hai bài thơ vào ống thơ.
Thấy phía trong có tòa lâu đài, ông đánh liều vào xem. Một gái hầu ra hỏi, lấy ống thơ từ tay ông rồi chạy vào nhà trong. Ông được bà chủ của tòa lâu đài mời vào hỏi thăm tung tích. Rồi bà cho biết trước đây cha và chồng bà đều làm quan cho triều Lê, nhưng vì binh đao loạn lạc, thời thế đổi thay, nên cáo quan về ẩn ở đây và chồng bà đã qua đời hơn 10 năm. Xem thơ họa, bà biết ông có căn duyên với cô gái đề thơ. Bà khuyên ông cố gắng học hành, khi nào thi đỗ sẽ trở lại. Tác giả vâng lời lui ra và tỉnh dậy.

## Nhận xét
Nguyễn Lộc:
Mai đình mộng ký thể hiện tâm sự hoài Lê của tác giả. Khuynh hướng hoài Lê hay hoài cổ nói chung trong văn học Việt Nam, giai đoạn nửa thế kỷ 19, một phần thể hiện quan niệm nhân sinh của những tác giả này, nhưng một phần cũng thể hiện sự bất mãn kín đáo của họ đối với triều đại nhà Nguyễn.
Mai đình mộng ký sử dụng nhiều từ Hán và điển cố. Nói chung, lời thơ rất điêu luyện, trau chuốt, bóng bẩy, có nhiều đoạn tả thiên nhiên rất đẹp .

## Sách tham khảo
- Hoàng Hữu Yên (chủ biên), Văn học thế kỷ 19. Nhà xuất bản Khoa học Xã hội, Hà Nội, 2004.
- Nguyễn Lộc, mục từ "Mai đình mộng ký" trong Từ điển văn học (bộ mới). Nhà xuất bản Thế giới, 2004.
- Phạm Thế Ngũ, Việt Nam văn học sử giản ước tân biên (Quyển 2). Quốc học tùng thư, Sài Gòn, không đề năm xuất bản.